# Burien
Burien és una població dels Estats Units a l'estat de Washington. Segons el cens del 2010 Estimates tenia 45.890 habitants.

## Demografia
Segons el cens del 2000, Burien tenia 31.881 habitants, 13.399 habitatges, i 8.066 famílies. La densitat de població era de 1.654,5 habitants per km².
Dels 13.399 habitatges en un 27,1% hi vivien nens de menys de 18 anys, en un 43,5% hi vivien parelles casades, en un 11,6% dones solteres, i en un 39,8% no eren unitats familiars. En el 32,4% dels habitatges hi vivien persones soles el 10,5% de les quals corresponia a persones de 65 anys o més que vivien soles. El nombre mitjà de persones vivint en cada habitatge era de 2,36 i el nombre mitjà de persones que vivien en cada família era de 2,98.
Per edats la població es repartia de la següent manera: un 22,8% tenia menys de 18 anys, un 8% entre 18 i 24, un 30,8% entre 25 i 44, un 24,7% de 45 a 60 i un 13,8% 65 anys o més.
L'edat mediana era de 38 anys. Per cada 100 dones de 18 o més anys hi havia 94,7 homes.
La renda mediana per habitatge era de 41.577 $ i la renda mediana per família de 53.814 $. Els homes tenien una renda mediana de 39.248 $ mentre que les dones 29.694 $. La renda per capita de la població era de 23.737 $. Aproximadament el 6,9% de les famílies i el 9,4% de la població estaven per davall del llindar de pobresa.

## Poblacions més properes
El següent diagrama mostra les poblacions més properes.